# Kasteel Empain

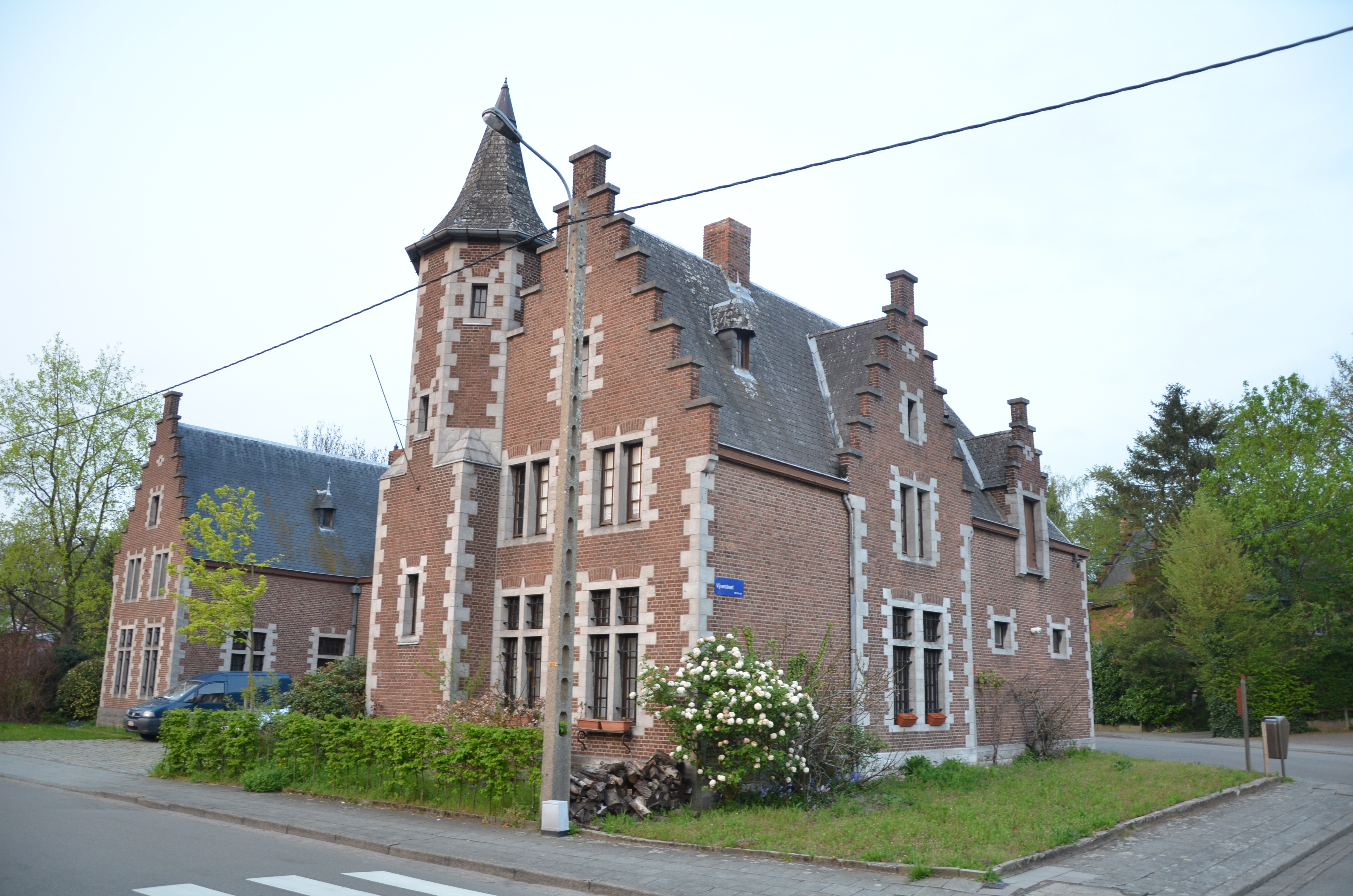
Matrozenhuis

Het Kasteel Empain was een kasteel in de tot de Antwerpse stad Mechelen behorende wijk Battel, gelegen nabij het Kanaal Leuven-Dijle.
Dit kasteel werd eind 19e eeuw gebouwd in opdracht van de industrieel Édouard Empain. In 1952 werd het kasteel gesloopt en het domein werd verkaveld. Enkele bijgebouwen uit het begin van de 20e eeuw bleven bewaard. Deze zijn gelegen aan Battelse Bergen 16-20 en 32 te weten:
- Het Matrozenhuis op huisnummer 16-20, waar eertijds de bemanning van het jacht van de baron verbleef. Het werd gebouwd in 1906 in traditionalistische stijl, bestaande uit twee huizen die voorzien zijn van trapgevels en verbonden zijn door een tussenvleugel.

- De Voormalige wasserij op huisnummer 32, voorzien van een ronde hoektoren.